# Cincinnati (Schiff, 1909)
Die Cincinnati war ein Passagierschiff für den Nordatlantikdienst, das 1909 für die Hamburg-Amerikanische Packetfahrt-Actien-Gesellschaft (Hapag) in Dienst kam. Von 1910 bis 1913 wurde sie im Winter auch auf der Route vom Mittelmeer zur Ostküste der Vereinigten Staaten eingesetzt. Bei Kriegsbeginn befand sich das Schiff in Boston und wurde dort aufgelegt.
Nach Kriegseintritt der USA fuhr das beschlagnahmte Schiff ab 1917 als US-Truppentransporter unter dem Namen USS Covington (ID-1410) von New York nach Frankreich. 1918 sank sie nach Torpedotreffern in der Nähe von Brest auf der sechsten Rückfahrt in die USA. Sie hatte über 20.000 US-Soldaten nach Frankreich transportiert.

## Geschichte
1908 bestellte die Hapag zwei große Passagierdampfer für den Nordatlantik mit einer großen Kapazität für Kabinenpassagiere und der Möglichkeit, viele Auswanderer im Zwischendeck zu transportieren. Die Cincinnati war das erste Schiff, das die Hamburger Großreederei bei der F. Schichau Werft bestellte und bis 1922 das größte von der Werft in Danzig fertiggestellte Handelsschiff. Das Schwesterschiff Cleveland wurde bei Blohm & Voss bestellt.
Das Schiff mit zwei Schornsteinen und vier Masten war 183,9 m lang und 19,9 m breit. Die beiden sechszylindrigen Vierfach-Expansionsmaschinen leisteten im Regelbetrieb 9.300 PS und ermöglichten eine Dienstgeschwindigkeit von 15,5 Knoten. Platz war an Bord für 246 Passagiere in der 1. Klasse, 332 in der 2. Klasse und 488 in der 3. Klasse. Auch war die Unterbringung von 1800 Zwischendeckspassagieren möglich.

### Fahrten alsCincinnati
Am 27. Mai 1909 startete die Cincinnati zu ihrer Jungfernfahrt in Hamburg über Southampton und Cherbourg nach New York. Ihre erste Reise von Genua über Neapel nach New York fand am 4. April 1910 statt. Ab der Wintersaison 1910 kam sie regelmäßig neben der Moltke und der Hamburg im Winter auf dieser Route bis 1913 zum Einsatz. Die erste Abfahrt in diesem Dienst erfolgte am 26. Oktober in New York. Daneben wurde das Schiff auch zu Kreuzfahrten genutzt. Eine Spitzbergen-Kreuzfahrt im Juli 1911 litt allerdings unter sehr schlechten Wetterbedingungen. Die Cincinnati geriet teilweise ins Eis und konnte Spitzbergen wegen der Eislage nicht anlaufen. Als Ersatz besuchte sie die Bäreninsel. Auch ein geplanter Landausflug zum Nordkap musste wegen der Wetterbedingungen gestrichen werden. Ein Höhepunkt der Reise war das Zusammentreffen mit der Kaiseryacht Hohenzollern vor Bergen, die ganz eng passiert wurde, um Kaiser Wilhelm zu grüßen. Mit einigen beschädigten Bodenplatten kehrte die Cincinnati nach Hamburg zurück.
Am 15. Juli 1912 kollidierte die Cincinnati vor dem Kuhwerder Hafen mit dem Schlepper Michel, der unterging. Die letzte Reise von Genua über Neapel nach New York fand am 2. April 1913 statt. Am 21. Mai 1913 lief das Schiff zum ersten Mal von Hamburg nach Boston aus, da auf der Route nach New York durch den Einsatz der neuen Imperator Überkapazitäten bestanden. Ab dem 14. Januar 1915 sollte das Schiff von Hamburg aus eine fünfmonatige Weltreise durchführen wie schon ihr Schwesterschiff Cleveland 1912. Auf dieser Reise sollte der fertiggestellte Panamakanal passiert werden. Am 8. August 1914 wurde das Schiff wegen des Ausbruchs des Ersten Weltkriegs in Boston aufgelegt.

### Fahrten alsCovington
Bei Kriegseintritt der USA auf Seiten der Entente wurde die Cincinnati am 6. April 1917 durch den amerikanischen Zoll für das United States Shipping Board beschlagnahmt und am 28. Juli 1917 von der US-Marine als Truppentransporter Covington in Dienst gestellt. Das Kommando übernahm Captain R.D. Hasbrouck. Zunächst wurden Schäden, die dem Schiff noch vor der Beschlagnahme durch die Amerikaner von der deutschen Crew zugefügt wurden, repariert. Ab Mitte Oktober 1917 wurde das Schiff als Truppentransporter zwischen Hoboken und Brest eingesetzt, um Truppen nach Frankreich zu bringen.

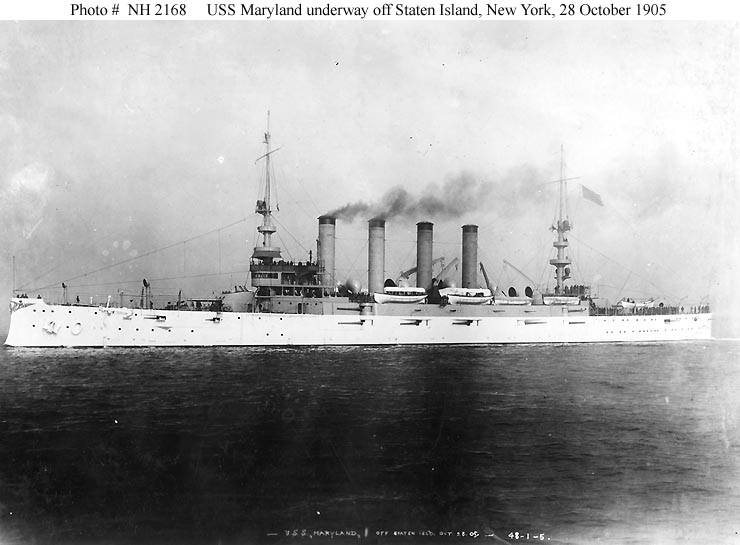
Der Panzerkreuzer Maryland,
ab 1917 Frederick

Am 10. Mai 1918 fuhr die Covington auf ihrer fünften Fahrt nach Europa im ersten US-Konvoi von Truppentransporter mit. Sie verließ zusammen mit dem ehemaligen Hapag-Schiff President Lincoln (18.084 BRT), der Rijndam (ex Holland-America Line, 12.527 BRT), der unter britischer Flagge laufenden Dwinsk (ex Russian American Line, 8.173 BRT) sowie den italienischen Schiffen Dante Alighieri (9.754 BRT) und Caserta (6.847 BRT) New York und traf auf See auf eine Gruppe von Transportern aus Newport News mit den ehemaligen NDL-Schiffen Princess Matoika (ex Princess Alice, 10.911 BRT) und Antigone (ex Neckar, 9.835 BRT), den US-Schiffen Pastores (ex United Fruit, 7.782 BRT), Wilhelmina (Matson Navigation Company, 5.974 BRT) und Lenape (Clyde Line, 3389 BRT), dem ehemals russischen America-Liner Kursk (7.858 BRT) sowie der italienischen Duca d' Aosta (7.804 BRT). Diesen größten amerikanischen Truppentransporterkonvoi mit 40.000 Soldaten an Bord geleitete der Kreuzer Frederick über den Atlantik. Am 20. Mai wurde angeblich ein angreifendes U-Boot gesichtet, das sich als treibender Eimer entpuppte. Am 21. trafen neun Zerstörer aus Brest beim Geleitzug ein und lösten den alten Kreuzer als Sicherung bis nach Frankreich ab. Der Konvoi traf mit seinen 13 Schiffen am Morgen des 24. Mai unbehindert in Brest ein. Auf ihren Rückfahrten wurden dann allerdings die President Lincoln durch U 90 als erstes durch die USA beschlagnahmtes Schiff und die Dwinsk durch U 151 versenkt.
Am 15. Juni 1918 verließ die unbehindert zurückgekehrte Covington zum letzten Mal New York mit 4.120 Soldaten für die Westfront. Insgesamt unternahm die Covington sechs Fahrten nach Frankreich und beförderte dabei 858 Offiziere und 20.871 Soldaten.

### Untergang

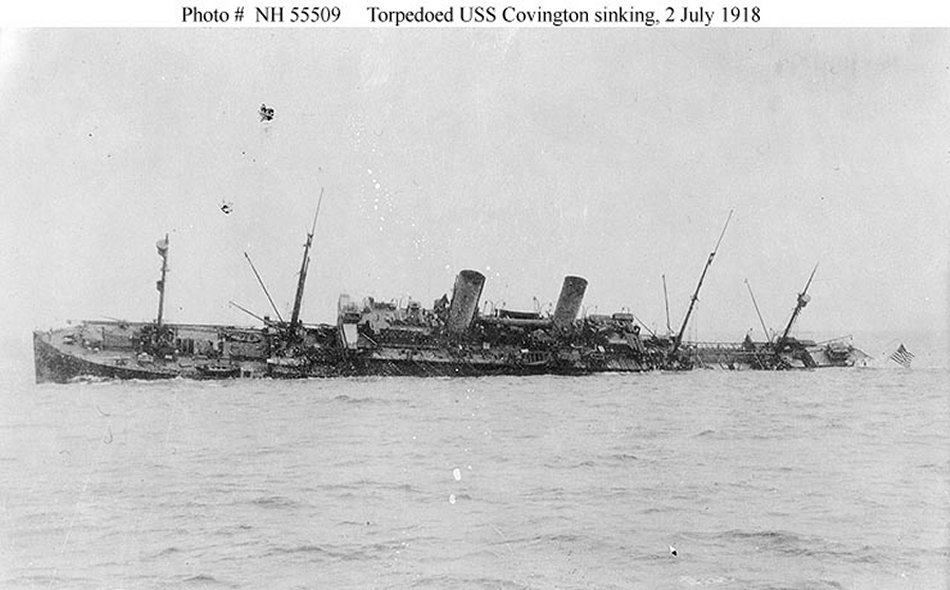
Die sinkende Covington

Nach ihrer sechsten Fahrt befand sich die Covington am frühen Abend des 1. Juli 1918 auf die Reise westwärts nach Amerika in einem Konvoi mit Rijndam, Dante Alighieri, Princess Matoika, Wilhelmina, Lenape sowie den ehemaligen NDL-Schiffen George Washington (25.570 BRT) und de Kalb (ex Prinz Eitel Friedrich, 8.865 BRT). Der Konvoi von acht Transportern lief auf Zickzackkurs, hatte Vorkehrungen gegen deutsche U-Boote getroffen und wurde von sieben in Brest stationierten Zerstörern der US Navy gesichert.
Er befand sich rund 150 Meilen südwestlich vor Brest, als um 21.12 Uhr an der Bordwand des Schiffes ein von dem deutschen U-Boot U 86 abgeschossener Torpedo explodierte und den vorderen Maschinenraum aufriss. Die Covington lief zu dieser Zeit als zweites Schiff auf der linken Seite in der ersten Gruppe im Konvoi. Das Schiff verlor an Fahrt und kam zum Stillstand, während der Konvoi sich aufspaltete und zu entkommen suchte. Zum Schutz blieben die Zerstörer Little und Smith bei dem treibenden Schiff. Die Besatzung der Covington bestieg die Rettungsboote; sechs Besatzungsmitglieder waren bei dem Torpedoangriff getötet worden. Die Zerstörer versuchten, durch Wasserbomben U-Bootangriffe zu verhindern und nahmen 770 Schiffbrüchige Personen an Bord. Am nächsten Morgen lag das beschädigte Schiff noch immer mit etwa 40 Grad Schlagseite nach Backbord.
Captain Hasbrouck entschloss sich, mit einer kleinen Mannschaft von 25 Personen die Covington zu betreten, um sie so seetüchtig wie möglich zu machen. Am Morgen des 2. Juli 1918 erreichten zwei Schlepper aus Brest den Unglücksort und nahmen den Havaristen auf den Haken. Allerdings drang immer mehr Wasser in das Schiff ein, und am Nachmittag sank die frühere Cincinnati auf der Position 47° 24′ N, 7° 44′ W.